# الکساندر استپانویچ پوپوف (فیلم)
الکساندر استپانویچ پوپوف (روسی: Александр Попов) فیلمی در ژانر زندگینامه‌ای است که در سال ۱۹۴۹ منتشر شد. از بازیگران آن می‌توان به نیکولای چرکاسوف اشاره کرد.